# 무궁화 5A호
무궁화 5A호는 대한민국의 정지궤도 통신위성이다. 무궁화 5호를 대체하기 위해 개발되었다. 미국 스페이스X의 팰컨 9 로켓으로, 현지 시간으로 2017년 10월 30일, 케네디 우주 센터 발사 시설 39에서 성공적으로 발사 되었다.

## 개선
무궁화 5호는 대한민국, 일본, 필리핀, 타이완, 중화인민공화국 동부 까지만 교신이 가능했다. 무궁화 5A호는 서울에서 8,100 km 떨어진 이스라엘까지 교신이 가능하다. 무궁화 5호의 통신용 중계기는 24기이나 무궁화 5A는 36기이다.

## 무인 항공기
MQ-1 프레데터, MQ-9 리퍼 등의 무인 항공기을 원격 조종하기 위해서는 1.544Mbps 속도의 Ku 밴드 인공위성 통신용 중계기가 필요하다. 인공위성으로 송신하는 업링크 밴드는 13.75 - 14.5 GHz, 인공위성에서 데이터를 수신하는 다운링크 밴드는 10.95 - 12.75 GHz의 주파수를 사용한다. 무궁화 5호는 필리핀까지만 무인 항공기 조종이 가능했지만, 무궁화 5A는 이스라엘, 이집트, 이라크 등 중동지역에서 무인 항공기 조종이 가능해졌다.
미군은 정지궤도 통신위성 중계기 40% 이상을 해외 업체에서 임대해서 사용한다. 중계기 1기당 연 임차료가 최소 150만 달러(16억 원) 정도 된다.
2010년 KT가 무궁화 3호를 홍콩 ABS에 장관 허가 없이 몰래 팔아서 2014년 검찰이 불구속 기소했다. 홍콩 ABS는 무궁화 3호의 Ku 밴드 통신용 중계기 빔을 모두 파키스탄, 아프가니스탄, 중동으로 재배치 했으며, 주로 미국 국방부가 중계기를 임차해 사용한다고 알려졌다. 중동은 미국이 라스베이거스 인근 크리치 공군 기지에서 정지궤도 통신위성으로 원격조종해 무인 항공기 작전을 하는 지역이다.
홍콩 ABS(Asia Broadcasting Satellite)사는 2000년 초 한국계 미국인 톰 최가 록히드 마틴 변호사 그렉 다프너(Gregg Daffner)와 공동으로 설립한 중계기 임차업을 위한 홍콩 소재 벤처회사다. 무궁화 3호를 제작한 회사도 미국 록히드 마틴이다.

## 무궁화 5호
무궁화 5호는 5A호가 정지궤도에 진입해도 즉시 폐기되지 않고, 5A호 등의 고장 등을 대비해 백업 위성으로 사용될 계획이다.

## 제원
- 이름: Koreasat 5A (Mugungwha 5A)
- 위치: 동경 113도
- 발사체: 팰컨 9 v1.2
- 무게: 3500 kg
- 제작자: 프랑스 탈레스 알레니아 스페이스
- 버스 모델: Spacebus-4000B2
- 수명: 15년 이상
- 중계기:
  - Ku 밴드 통신용 중계기 20개(54 MHz)
  - Ku 밴드 통신용 중계기 12개(36 MHz)
  - Ku 밴드 통신용 중계기 4개(54 MHz)